# DNS-polimeráz η
A DNS-polimeráz η (Pol η) a POLH gén által kódolt enzim.
A DNS-polimeráz η eukarióta DNS-polimeráz, mely a transzléziós szintézises DNS-javításban fontos. A DNS-polimeráz η-t kódoló gén a POLH, más néven XPV, mivel a gén elvesztése xeroderma pigmentosumot okoz. A DNS-polimeráz η különösen fontos az UV-sugárzás miatti léziók utáni pontos transzléziós szintézishez.

## Funkció
A gén a specializált DNS-polimerázok Y-családjának tagját kódolja. A sértetlen DNS-t a többi DNS-polimeráznál alacsonyabb hűséggel másolja, azonban pontosan másolja az UV-sugárzás által károsított DNS-t: ahol timindimerek vannak jelen, e polimeráz az újonnan szintetizált DNS-be a komplementer nukleotidokat illeszti be, megszüntetve az UV-indukált DNS-károsodás mutagén hatását. E polimeráz okozhatja az immunglobulin-osztályváltáskori rekombináció hipermutációját.

### Lézióáthidalás
A Saccharomyces cerevisiae DNS-replikációja során az oxidált nukleobázis 8-oxoguanin a DNS-polimeráz η transzléziós szintézisre való váltását okozza. Ez a 8-oxoguanint mintegy 94% pontossággal (citozinbeillesztésre nézve) replikálja. Pol η híján a 8-oxoguanin replikációs pontossága kisebb, mint 40%.
A bázismentes helyekhez hasonlóan információt nem hordozó, így mutagén N-(2-dezoxi-
d-eritro-pentofuranozil)karbamid-DNS-léziókkal szemben bármely dNTP (dezoxinukleozid-trifoszfát) hidrolíziséből keletkező dNMP-t (dezoxinukleozid-monofoszfát) beillesztheti. Ehhez feltehetően az aktív helye állandósult aminosavait (Arg61, Gln38) használja. Az Arg feltehetően a nukleotidtranszferben vesz részt, míg a Gln a hidrogénkötést mediálva stabilizálja a templátbázist.

## Klinikai jelentőség
A POLH gén mutációi XPV-t (xeroderma pigmentosum-variáns) okoznak, mely fényérzékenységet, megnövekedett bőrrák-incidenciát és sejtszinten késleltetett replikációt és hipermutabilitást okoz UV-besugárzás után.

## Kölcsönhatások
A POLH kölcsönhat a PCNA-val.

## Fordítás
Ez a szócikk részben vagy egészben  a   DNA polymerase eta című angol Wikipédia-szócikk ezen változatának fordításán alapul.  Az eredeti cikk szerkesztőit annak laptörténete sorolja fel. Ez a jelzés csupán a megfogalmazás eredetét és a szerzői jogokat jelzi, nem szolgál a cikkben szereplő információk forrásmegjelöléseként.